# Eptesicus brasiliensis
Eptesicus brasiliensis је врста слепог миша из породице вечерњака (лат. Vespertilionidae).

## Распрострањење
Ареал врсте Eptesicus brasiliensis обухвата већи број држава. Врста је присутна у Бразилу, Аргентини, Мексику, Парагвају (непотврђено), Тринидаду и Тобагу, Колумбији, Перуу, Еквадору, Панами, Костарици, и Гватемали.

## Станиште
Станиште врсте су шуме.

## Угроженост
Ова врста је наведена као последња брига, јер има широко распрострањење и честа је врста.